# Trinitapoli
Trinitapoli er en by og kommune i provensen  Barletta-Andria-Trani i regionen Apulien, i det sydvestlige Italien med 13.844 (2023) indbyggere.